# Feminismo branco
Feminismo branco é um termo usado para descrever expressões de feminismo que são percebidas como centradas nas mulheres brancas e, ao mesmo tempo, como incapazes de abordar a existência de formas distintas de opressão enfrentadas pelas mulheres pertencentes a minorias étnicas ou pertencentes a classes sociais desprivilegiadas. A branquitude é crucial na estruturação das experiências vividas pelas mulheres brancas em uma variedade de contextos. 
O termo "feminismo branco" tem sido utilizado para criticar teorias centradas exclusivamente na desigualdade baseada no gênero. Usado principalmente como um rótulo depreciativo, é normalmente usado para censurar uma falha percebida em reconhecer e integrar a intersecção de outros atributos de identidade num movimento mais amplo que luta pela igualdade em mais de uma frente. No feminismo branco, a opressão das mulheres é analisada através de uma estrutura de eixo único, apagando consequentemente a identidade e as experiências das mulheres de minorias étnicas no espaço. O termo também tem sido usado para se referir a teorias feministas percebidas como focadas mais especificamente na experiência de mulheres brancas, cisgênero, heterossexuais, não-deficientes, e nas quais as experiências de mulheres sem essas características são excluídas ou marginalizadas. Esta crítica foi dirigida predominantemente contra as primeiras ondas do feminismo, que eram vistas como centradas no empoderamento das mulheres brancas da classe média nas sociedades ocidentais.
Embora o termo feminismo branco seja relativamente recente, as críticas aos conceitos que representa remontam ao início do movimento feminista, especialmente nos Estados Unidos. O uso do rótulo aumentou recentemente, à medida que a teoria interseccional entrou em conversas nacionais mais convencionais nos EUA desde o final da década de 2010. Outros questionam o rótulo, alegando que é usado para atacar feministas brancas, independentemente de elas incluírem ou não mulheres de minorias.

## Origens
Na sua origem, o feminismo nas sociedades ocidentais era representado por mulheres brancas educadas, concentrando-se principalmente no direito de voto e representação política. Um exemplo das práticas criticadas  é encontrado no texto de Mary Wollstonecraft, A Vindication of the Rights of Woman publicado em 1792, onde Wollstonecraft defende a igualdade moral e política entre homens e mulheres, mas abordando apenas membros pertencentes à classe média.
Da mesma forma, na França, Olympe de Gouges defendeu os direitos das mulheres em sua Declaração dos Direitos da Mulher e da Mulher Cidadã já em 1791. O feminismo branco alinha-se com a supremacia branca ao tentar esconder a participação e função das mulheres brancas na supremacia branca, vendo-as como vítimas devido ao seu gênero, mas não responsabilizando as mulheres brancas pelo seu papel quando as mulheres de outras etnias são excluídas.

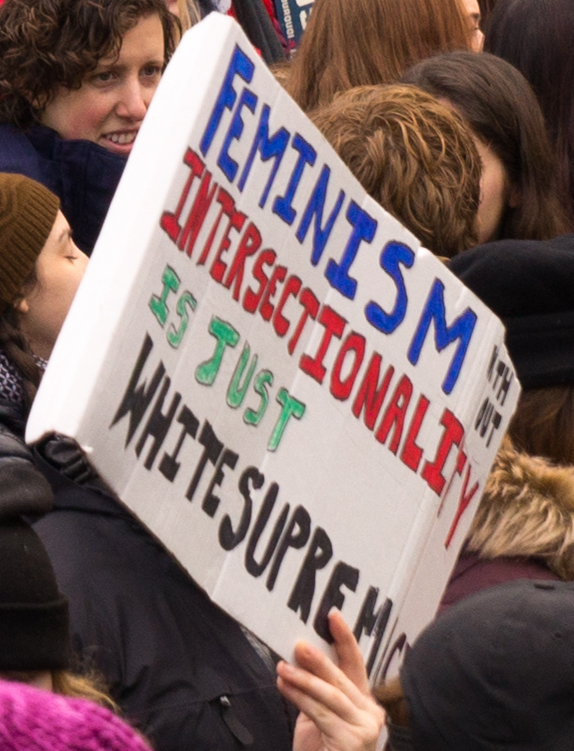
“Feminismo sem interseccionalidade é apenas supremacia branca”

## Interseccionalidade
Kimberlé Crenshaw, acadêmica de Columbia e professora de Direito na Universidade da Califórnia, em Los Angeles, defendeu os movimentos do feminismo negro e forneceu a estrutura fundamental para a ideia de interseccionalidade. Nas palavras de Crenshaw, a interseccionalidade é “uma lente através da qual você pode ver onde o poder vem e colide, onde ele se interliga e se cruza”. Em seu artigo de 1989, "Desmarginalizando a interseção de raça e sexo: uma crítica feminista negra da doutrina antidiscriminação, da teoria feminista e da política antirracista", Crenshaw ilumina a natureza complexa da experiência de discriminação e injustiça das mulheres negras. À medida que raça e gênero se cruzam, as mulheres negras são submetidas a tratamento racista e misógino, simultaneamente. Este artigo serve como literatura fundamental para a implementação de uma análise de estrutura multieixos de raça e gênero. Crenshaw argumenta que, historicamente, as mulheres negras foram excluídas tanto do Movimento dos Direitos Civis quanto dos movimentos feministas, apesar de sua presença única em ambas as identidades. A intersecção das etnias não-brancas e da identidade de gênero feminina agrava as ações prejudiciais, injustas e discriminatórias contra membros destes grupos. Aplicando um quadro de análise de eixo único, as mulheres negras no século XX foram excluídas das campanhas de justiça social, uma vez que as mulheres brancas representavam dominantemente os movimentos feministas, enquanto os homens negros representavam o Movimento dos Direitos Civis.
A aplicação de uma lente interseccional por Crenshaw para analisar a experiência das mulheres negras continua relevante e útil ao considerar a presença do feminismo branco nos movimentos ativistas atuais. Sem esta lente, as mulheres negras são “teoricamente apagadas” das análises feministas e anti-racistas.

## Primeira onda do feminismo (1848-1960)

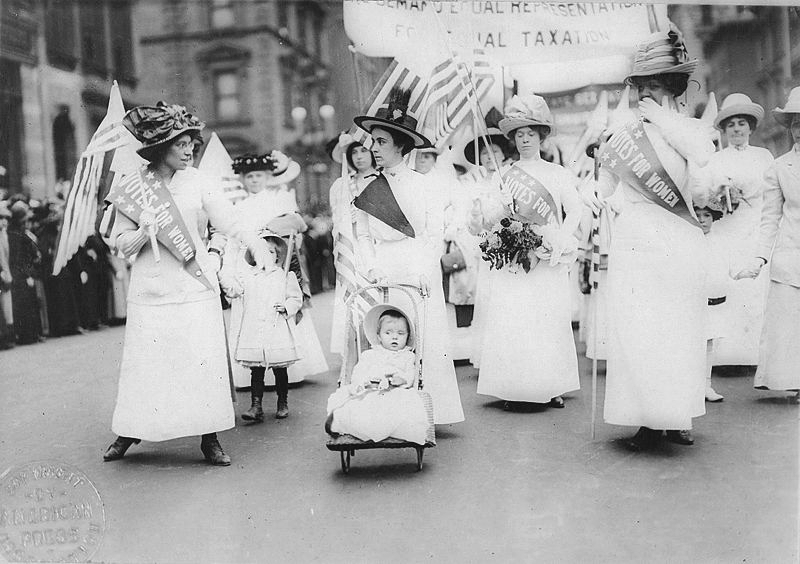
Desfile do sufrágio feminino na cidade de Nova York, 6 de maio de 1912.

A primeira onda do feminismo começou no final do século XIX e centrou-se na igualdade de direitos políticos e econômicos. Os direitos que as mulheres lutavam eram: sufrágio feminino, acesso à educação, capacidade de ocupar cargos políticos, igualdade na força de trabalho e direitos legais no casamento. Esta onda começou oficialmente com a Convenção de Seneca Falls de 1848 em Seneca Falls, Nova Iorque, no final da Revolução Industrial . Elizabeth Cady Stanton foi uma das principais organizadoras desta convenção e passou a opor-se à Décima Quinta Emenda da Constituição dos EUA. O objetivo desta onda era abrir oportunidades para as mulheres, com foco no sufrágio. Foi um movimento predominantemente organizado e definido por mulheres brancas instruídas de classe média e, portanto, concentrado principalmente em questões que lhes diziam respeito.
Embora algumas mulheres negras fizessem parte do movimento feminista da primeira onda, como a sufragista indiana Sophia Duleep Singh, no geral os primeiros movimentos sufragistas permaneceram principalmente brancos; por exemplo, não houve nenhuma evidência histórica relativa à participação de mulheres negras britânicas no movimento sufragista do Reino Unido. Em 1893, a Nova Zelândia se tornou a primeira região do Império Britânico a conceder às mulheres de todas as etnias o direito de voto; isso foi recebido com raiva por algumas sufragistas, incluindo Millicent Fawcett, que expressou descontentamento com o fato de as mulheres Māori na Nova Zelândia poderem votar, enquanto as mulheres na Grã-Bretanha não. As sufragistas americanas Susan B. Anthony e Elizabeth Cady Stanton lutaram para que as mulheres brancas obtivessem o direito de voto nos Estados Unidos, o que levou as mulheres brancas a ganharem o direito de voto antes dos homens afro-americanos.
No entanto, a sua “History of Woman Suffrage(en)” é um exemplo claro do feminismo branco, uma vez que ignora amplamente o papel das mulheres negras, ao mesmo tempo que se concentra nas figuras brancas do movimento. Embora 1920 seja comemorado como o início do direito de voto das mulheres nos Estados Unidos, as mulheres afro-americanas ainda foram expulsas das urnas, no sul da era Jim Crow. Naquela época, os afro-americanos foram excluídos do movimento feminista. Na verdade, foi negada à sufragista negra Mary Church Terrell a ajuda de ativistas brancas. Embora as mulheres negras não sejam comumente referenciadas no espaço literário feminista, elas ainda estavam ativas durante as origens do feminismo. Por exemplo, já em 1851, Sojourner Truth, uma ex-escrava, fez um discurso “Não sou uma mulher” no qual apela ao que mais tarde seria descrito como interseccionalidade.

## Segunda onda do feminismo (1960-1980)
A segunda onda começou na década de 1960 e durou até a década de 1980. Este período focou nas mulheres no ambiente de trabalho, sexualidade, direitos reprodutivos, violência doméstica e estupro. Embora o feminismo da segunda onda tenha sido moldado de forma semelhante por mulheres brancas instruídas e de classe média, também viu o surgimento de mulheres negras na discussão. Em 1973, feministas afro-americanas reuniram-se na Organização Feminista Negra Nacional, discutindo as mesmas questões que o resto do movimento feminista estava abordando. Embora fosse uma organização separada, deu às feministas brancas e afro-americanas um terreno comum. Dessa forma, a segunda onda também começou a incorporar mulheres negras, enquanto a primeira onda se concentrou principalmente em mulheres brancas, cisgênero e de classe média.
O Segundo Sexo, de Simone de Beauvoir, é um dos exemplos mais marcantes da essencialização das mulheres na figura da mãe burguesa branca e, portanto, do desrespeito por outras formas de opressão, como raça ou sexualidade. No entanto, este livro apareceu como um marco que permitiu o surgimento de outras teorias mais complexas. Durante os períodos feministas da segunda e terceira ondas, as mulheres negras emergiram no espaço literário feminista, argumentando que os movimentos feministas estavam essencializando as experiências das mulheres. Entre essas feministas estavam bell hooks. Ela é reconhecida por escrever sobre as lutas que as mulheres negras vivenciaram, bem como por enfatizar que o movimento feminista era excludente em relação a essas mulheres em virtude de sua desatenção às interações entre raça, gênero e classe. Argumentou que as mulheres brancas deveriam reconhecer o fato de que elas, como os homens das minorias étnicas, ocupavam uma posição de serem ao mesmo tempo oprimidas e ao mesmo tempo opressoras. Numa tentativa de evitar as críticas dirigidas por estudiosos de minorias que expõem o feminismo de segunda onda, estes últimos procuraram desviar a atenção expondo as práticas excludentes do feminismo de segunda onda. Isto foi criticado por muitos estudiosos que o rotularam sob vários nomes, como feminismo missionário, imperialista ou ocidental.

## Terceira onda do feminismo (1990-2010)
Liderado pela Geração X, a terceira onda começou na década de 1990, quando questões relacionadas à sexualidade, como a pornografia, foram trazidas ao primeiro plano. Uma das razões para a divisão na segunda vaga deveu-se às diferenças relativamente à forma como as mulheres deveriam abraçar a sua sexualidade, levando a diferentes pontos de vista sobre o trabalho sexual e a pornografia. As feministas da terceira onda cunharam o termo "riot grrls", que representava feministas fortes, independentes e apaixonadas neste período. "Grrls" eram tipicamente descritas como feministas furiosas que lutavam contra o sexismo. A terceira onda foi inspirada na sociedade pós-moderna, na qual as mulheres trabalharam para recuperar o seu próprio poder sobre palavras depreciativas que os homens usaram para as envergonhar, como “prostituta” e “vagabunda”. A terceira onda também foi criada para abordar questões sociais que a geração atual enfrentava. Isto também funcionou para defender a libertação sexual das mulheres e a expressão da identidade de gênero. Essa onda também incluiu ainda mais mulheres negras e mulheres de classes diferentes do que as ondas anteriores. Ao comparar a segunda e a terceira onda, a terceira onda destacou a interseccionalidade.

## Feminismo interseccional do século XXI, ou quarta onda (2010-presente)
Durante a terceira onda do feminismo e no início da quarta onda depois de 2010, as feministas por vezes enfatizam perspectivas interseccionais no seu trabalho. Apesar disso, alguns argumentaram que a mídia feminista continua a representar excessivamente as lutas das mulheres brancas, heterossexuais, não-deficientes, de classe média. No entanto, nos últimos anos, autoras como Kimberlé Crenshaw desenvolveram a teoria da interseccionalidade, uma clara oposição ao feminismo branco. Em vez de analisar a sociedade a partir de uma perspectiva única de raça ou gênero, ela apela a uma análise mais complexa dos sistemas de opressão usando lentes múltiplas e sobrepostas como raça, gênero, sexualidade, etc.
Um exemplo de uma visão do feminismo que afirma que as questões das mulheres podem ser separadas das questões de classe, raça e capacidade nos dias atuais pode ser visto no trabalho de Emily Shire, editora de política da Bustle e colaboradora de um artigo de opinião para o The New York Times. Shire argumenta que o feminismo exclui algumas mulheres que não partilham pontos de vista políticos quando toma posições sobre Israel e a Palestina, nos esforços para aumentar o salário mínimo e nos esforços para bloquear a construção de oleodutos. A posição de Shire contrasta com as ativistas feministas interseccionais que veem a igualdade salarial, a justiça social e os direitos humanos internacionais como compromissos essenciais e inseparáveis do feminismo, conforme articulado na plataforma Dia Sem Mulher que "[reconhece] o enorme valor que as mulheres de todas as origens agregam ao nosso sistema socioeconômico – ao mesmo tempo que recebem salários mais baixos e enfrentam maiores desigualdades, vulnerabilidade à discriminação, assédio sexual e insegurança no emprego". Embora Shire defenda um feminismo que alcance a inclusão evitando posições políticas para não alienar as mulheres que discordam dessas posições, os organizadores da Marcha das Mulheres defendem o princípio de que "as mulheres têm identidades que se cruzam", necessitando de um movimento que se concentre em um “agenda abrangente”.
Outro exemplo de controvérsia decorre das crenças de algumas feministas de que as práticas islâmicas de mulheres usando hijabes, burcas e nicabes são opressivas para as mulheres. Isso foi rotulado de feminismo branco.  Muitas mulheres muçulmanas falaram em defesa das suas práticas religiosas de vestimenta. Um exemplo desta crença foi visto na controvérsia do lenço islâmico na França, onde foi argumentado por muitas feministas francesas que o véu islâmico ameaça a autonomia das mulheres, enquanto muitas mulheres muçulmanas dizem que é uma escolha e que negar a escolha apenas restringe a liberdade da mulher. Dizem que alguns usam isso como um compromisso pessoal; outros rejeitam a noção de que o véu é um sinal religioso. Algumas mulheres muçulmanas veem a burca como algo libertador, porque lhes permite estar na esfera pública, ao mesmo tempo que observam os requisitos morais e religiosos. Em seu artigo, "As mulheres muçulmanas realmente precisam ser salvas?" Lila Abu-Lughod afirma que as muçulmanas encontram conforto através de suas burcas, pois elas fornecem "casas móveis".
O feminismo radical transexclusivo também tem sido um tema de discussão. O feminismo exige a luta pelos direitos das mulheres, mas as feministas radicais transexcludentes não veem as mulheres trans como mulheres. Muitos deles argumentam contra a mudança de sexo das mulheres trans em documentos legais, dizem que a identidade lésbica está a desaparecer, que os homens trans não são homens e que as crianças homossexuais precisam de proteção quando pensam que são transgênero. Os críticos, especialmente dentro da comunidade LGBT, expressaram o seu descontentamento com estes argumentos. Eles sentem que as mulheres brancas privilegiadas que apresentam estes argumentos farão com que as mulheres trans, especialmente as mulheres trans negras, corram maior risco de discriminação e que não consideram muitos outros fatores com os quais as mulheres trans têm de lidar.